# Царёв, Вячеслав Валентинович
Вячеслав Валентинович Царёв (23 февраля 1950, Троице-Голенищево, Москва — 28 июня 2006, Москва) — советский киноактёр, наиболее известный ролью мальчика с сачком в фильме «Добро пожаловать, или Посторонним вход воспрещён».

## Биография
Родился в 1950 году в деревне Троице-Голенищево недалеко от киностудии «Мосфильм», там же и проживал с родителями. В 13 лет снялся в фильме «Добро пожаловать, или Посторонним вход воспрещён» режиссёра Элема Климова, затем — в фильме Андрея Тарковского «Андрей Рублёв».
После окончания школы отслужил три года на флоте, женился, через пять лет развёлся. Работал грузчиком в винном магазине, уборщиком в подмосковной психиатрической клинике, продавцом мороженого, сторожем, дворником. В последние годы жил в Южном Бутово.
Умер 28 июня 2006 года в больнице, не приходя в сознание, после второго инсульта. Похоронен на Перепечинском кладбище (уч. 6, № 4661). В 2023 году рядом с могилой актёра захоронен его племянник.
1 декабря 2012 года на средства Общества некрополистов на могиле Царёва был установлен памятник — чёрная каменная стела с фотографией из фильма «Добро пожаловать, или Посторонним вход воспрещён» и знаменитой репликой его героя «А чой-то вы тут делаете, а?».

## Фильмография
- 1963 — Короткие истории (эпизод «В суде») — школьник
- 1964 — Добро пожаловать, или Посторонним вход воспрещён — мальчик с сачком
- 1966 — Андрей Рублёв — Андрейка, помощник литейщиков
- 1967 — Ташкент — город хлебный — жулик
- 1969 — В тринадцатом часу ночи — Анчутка